# Setubal Challenger
Il Setubal Challenger è stato un torneo professionistico di tennis giocato su campi in cemento. Faceva parte dell'ATP Challenger Series. Si è giocata una sola edizione, a Setúbal in Portogallo.

## Albo d'oro

### Singolare
| Anno | Campione      | Finalista    | Punteggio |
| ---- | ------------- | ------------ | --------- |
| 1989 | Chris Pridham | Rikard Bergh | 6–4, 6–1  |

### Doppio
| Anno | Campioni                          | Finalisti                  | Punteggio |
| ---- | --------------------------------- | -------------------------- | --------- |
| 1989 | Steve DeVries Richard Matuszewski | David Felgate Stephen Shaw | 6–3, 6–1  |